# Toro Canyon
Toro Canyon – jednostka osadnicza w Stanach Zjednoczonych, w stanie Kalifornia, w hrabstwie Santa Barbara, nad Oceanem Spokojnym.